# Empoasca schiemenzi
Empoasca schiemenzi är en insektsart som beskrevs av Irena Dworakowska 1974. Empoasca schiemenzi ingår i släktet Empoasca och familjen dvärgstritar.
Artens utbredningsområde är Kongo. Inga underarter finns listade i Catalogue of Life.